# Lamachus pini
Lamachus pini är en stekelart som först beskrevs av Bridgman 1882.  Lamachus pini ingår i släktet Lamachus och familjen brokparasitsteklar. Inga underarter finns listade i Catalogue of Life.